# Tyler Ardron
Pour les articles homonymes, voir Ardron.

a Compétitions nationales et continentales officielles uniquement.

b Matchs officiels uniquement.
Dernière mise à jour le 7 mars 2021.
Tyler James Ardron, né le 16 juin 1991 à Peterborough (Province de l'Ontario, Canada), est un joueur de rugby à XV canadien. Il joue avec l'équipe du Canada et depuis 2020 au Castres olympique en Top 14, évoluant principalement au poste de troisième ligne centre (1,96 m pour 111 kg).

## Biographie
Il a obtenu sa première cape internationale le 9 juin 2012 à l'occasion d'un match contre l'équipe des États-Unis à Kingston (Province de l'Ontario,Canada). Après avoir glané ses premiers capitanats à l'automne 2013, l'entraîneur Kieran Crowley le promeut officiellement comme nouveau capitaine des Canucks pour la tournée de juin 2014.
En juin 2013, alors qu'il évolue avec les Ontario Blues dans le Canadian Rugby Championship, il signe un contrat pour la saison 2013-2014 du Pro12 en faveur de la franchise galloise des Ospreys. Il est alors le second international canadien à s'engager pour la franchise quelques jours après son compatriote Jeff Hassler. Après une première saison convaincante, le jeune joueur se voit offrir un nouveau contrat de 3 ans, le liant aux Ospreys jusqu'en 2017.
En 2020, Tyler Ardron rejoint la France où il est recruté par le Castres Olympique évoluant en Top 14 et Champion's Cup.

## Vie privée
Tyler Ardron est passionné de balades en moto, de voyages, de voile. Il effectue aussi un Master en neurosciences.

## Statistiques en équipe nationale
- 34 sélections (32 fois titulaire, 2 fois remplaçant)
- 25 points (5 essais)
- 14 fois capitaine depuis le 9 novembre 2013
- Sélections par année : 5 en 2012, 8 en 2013, 4 en 2014, 5 en 2015, 4 en 2017, 5 en 2018, 3 en 2019

En Coupe du monde :
- 2015 : 2 sélections (Italie, France)